# Alunda socken
Alunda socken i Uppland ingick i Olands härad, ingår sedan 1974 i Östhammars kommun och motsvarar från 2016 Alunda distrikt.
Socknens areal är 148,01 kvadratkilometer varav 145,83 land.  År 2000 fanns här 3 801 invånare.  En del av tätorten Skoby samt tätorten Alunda med sockenkyrkan Alunda kyrka ligger i socknen.   

## Administrativ historik
Alunda socken omtalas i skriftliga handlingar första gången 1291 ('parochia Adalundum'). I 1312 års markgäldsförteckning räknades Skarphärad, som från 1500-talet hörde till Morkarla socken till Alunda. Byn Vittja, som från 1500-talet och framåt i sin helhet räknats till Tuna socken, hade 1312 en skattskyldig i Alunda, medan övriga gårdar hörde till Tuna. Byarna Blacksta och Väskinge är delade mellan Alunda socken och Ekeby socken. Byn Ålsunda är delad mellan Alunda och Faringe socken. Byn Ingvasta var under medeltiden och 1500-talet delad mellan Alunda och Ekeby men överfördes senare helt till Alunda. Rista och Rörby var tidigare delade mellan Alunda och Ekeby men överfördes senare till Ekeby socken. Byn Ål var under 1500-talet delad mellan Alunda och Tuna men överfördes senare helt till Alunda.
Vid kommunreformen 1862 övergick socknens ansvar för de kyrkliga frågorna till Alunda församling och för de borgerliga frågorna till Alunda landskommun. Landskommunen uppgick 1952 i Olands landskommun som upplöstes 1974 då denna del fördes till Östhammars kommun.
1 januari 2016 inrättades distriktet Alunda, med samma omfattning som församlingen hade 1999/2000. 
Socknen har tillhört län, fögderier, tingslag och domsagor enligt vad som beskrivs i artikeln Olands härad. De indelta soldaterna av infanteriet tillhörde Upplands regemente, Olands kompani, ryttarna livregementet till häst.

## Geografi
Alunda socken ligger sydväst om Östhammar med Olandsån i söder och sydost. Socknen har slättbygd vis ån i sydost och är i övrigt en kuperad skogsbygd.
Länsväg 288 korsar socknen. 
I nordväst ligger Ramhäll med Ramhälls gruvor. I samma område ligger byarna Gundbo, Tranbyn och Lyan. I socknens norra del ligger Lunda flygfält samt byarna Norrlövsta, Lunda, Vettsta med flera. Närmare centralorten ligger Happsta och Haberga. I öster ligger Golvsta, Östra Våxome och Kydingeholm.

## Fornlämningar
Man har funnit omkring 5 000 fornminnen, vilket gör socknen till Sveriges fornminnesrikaste. Från stenåldern kan nämnas Alundayxan. Från bronsåldern finns gravrösen, skärvstenshögar och boplatser. De flesta lämningarna är dock från järnåldern. De ligger inom något av de 140 gravfälten från denna tid. Hälften av fälten är från respektive yngre och äldre järnåldern. De analyser som har gjorts av gravfälten i Alunda har varit grundläggande för den moderna bebyggelsearkeologin. Sex runristningar har påträffats.

## Namnet
Namnet skrevs 1291 Adalundum och kommer från kyrkbyn och innehåller adhal, 'huvud-, förnämast' och lund. Det är tänkbart namnet från början syftat på helig lund i Oland.